# Racing Club de Strasbourg 1982-1983
Questa voce raccoglie le informazioni riguardanti il Racing Club de Strasbourg nelle competizioni ufficiali della stagione 1982-1983.

## Maglie e sponsor
Lo sponsor tecnico per la stagione 1982-1983 è Adidas, mentre lo sponsor ufficiale è Hitachi.
| Manica sinistra · Manica sinistra · Maglietta · Maglietta · Manica destra · Manica destra · Pantaloncini · Calzettoni · Calzettoni |